# Nevade
Nevade (en serbe cyrillique : Неваде) est un village de Serbie situé dans la municipalité de Gornji Milanovac, district de Moravica. Au recensement de 2011, il comptait 628 habitants.
Nevade est situé sur les bords de la Gruža, non loin de la route européenne E760.

## Démographie

### Évolution historique de la population
| 1948 | 1953 | 1961 | 1971 | 1981 | 1991 | 2002 | 2011 |
| ---- | ---- | ---- | ---- | ---- | ---- | ---- | ---- |
| 582  | 572  | 579  | 514  | 396  | 504  | 549  | 628  |

|  |